# Michael Kobr

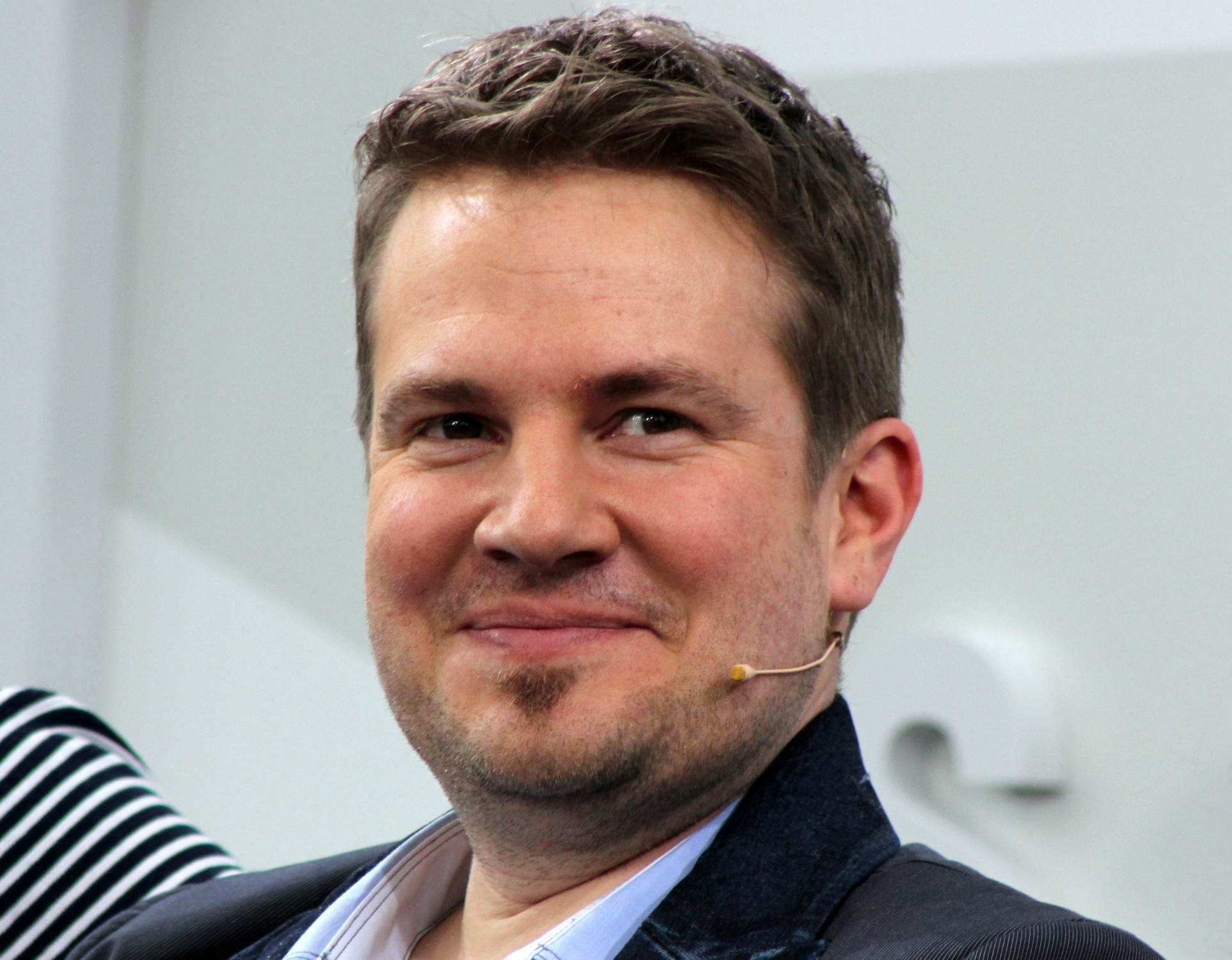
Michael Kobr auf der Leipziger Buchmesse 2013

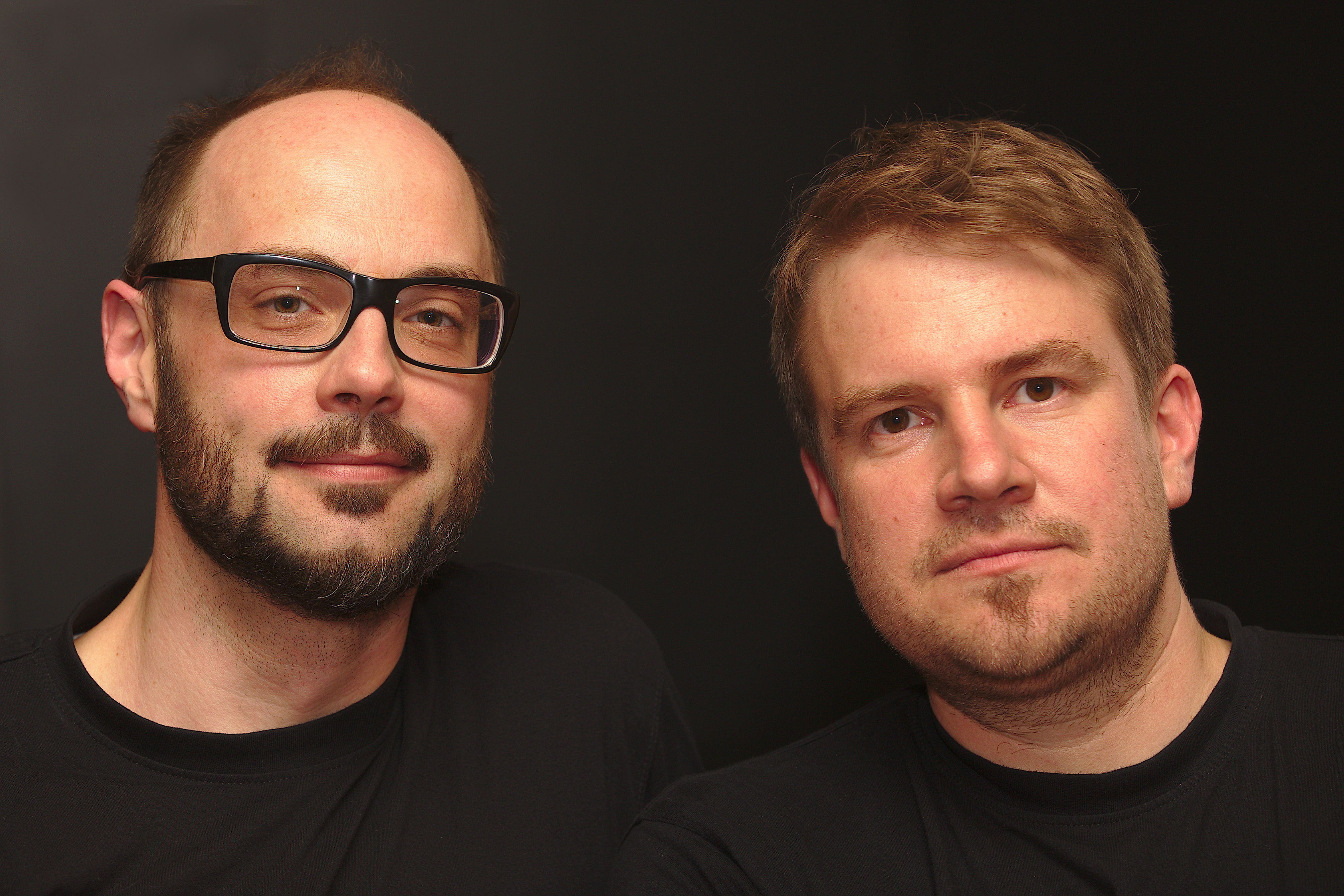
Michael Kobr (rechts) und Volker Klüpfel 2013

Michael Kobr (* 1973 in Kempten (Allgäu)) ist ein deutscher Krimiautor. Er ist vor allem bekannt durch die Krimireihe Kommissar Kluftinger.

## Leben
Kobr wuchs im Allgäu in Kempten und Durach auf und besuchte das Allgäu-Gymnasium Kempten. Er studierte in Erlangen Romanistik und Germanistik. Danach war er als Realschullehrer für Deutsch und Französisch tätig.
Zusammen mit Volker Klüpfel schrieb er 2003 den Kriminalroman Milchgeld, mit dem es das Duo in die bundesweiten Bestsellerlisten schaffte und der inzwischen über 200.000 Mal verkauft wurde. Die Hauptfigur des Buches ist der schrullige Kommissar Kluftinger. Der zweite Krimi mit Kommissar Kluftinger, Erntedank, belegte wochenlang Platz fünf in der Focus-Bestsellerliste. Der dritte Krimi des Duos, Seegrund, erschien im September 2006 und platzierte sich sofort in den Bestsellerlisten, wo er sich über zehn Monate hielt. Damit waren Klüpfel und Kobr die deutschen Autoren mit der längsten Verweildauer in den Bestsellerlisten 2006/2007 (höchste Platzierung im Spiegel Platz 5, im Focus Platz 2).
Insgesamt erreichten ihre Bücher eine Auflage von nahezu einer Million Exemplaren. Im März 2008 erschien der vierte Kluftinger-Krimi mit dem Titel Laienspiel. Der fünfte Kluftinger-Krimi mit Namen Rauhnacht erschien am 11. September 2009. Er eroberte in den Spiegel-Bestsellerlisten direkt Position 1. Der sechste Band der Reihe, Schutzpatron, erschien im Jahr 2011. Der siebte Kluftinger-Krimi trägt den Titel Herzblut und erschien im Februar 2013 mit einer Startauflage von 250.000 Stück. Das war der erste Band der Serie, der beim Droemer-Knaur-Verlag erschien, wohin die beiden Autoren ihrer Lektorin vom Piper Verlag folgten. Das nächste Buch der Reihe heißt Grimmbart und kam 2014 heraus. Bisher sind 12 Bände um den Allgäuer Kommissar Kluftinger entstanden.
Während eines Urlaubs auf der dänischen Insel Bornholm kam Michael Kobr die Idee zu einem Bornholm Krimi. Am 30. August 2023 erschien Sonne über Gudhjem, der erste Band einer Reihe um den dänischen Kommissar Lennart Ipsen im Goldmann Verlag und stieg auf der Spiegel-Bestseller-Liste auf Platz 8 ein. Der nächste Band um Lennart Ipsen, Nebel über Rønne, erschien am 24. April 2024 und erreichte ebenfalls wieder die Spiegel-Bestseller-Liste. Die Hörbücher zu Kobrs Solo-Projekt werden von Tatort-Kommissar Axel Milberg gelesen. 
Michael Kobr arbeitet und lebt heute im oberschwäbischen Memmingen. Er ist verheiratet mit der gebürtigen Weißenburgerin Silke; das Paar hat zwei Töchter. Inzwischen ist er hauptberuflich Autor und nicht mehr als Lehrer tätig.

## Theater- und Filmadaptionen der Romane
Erntedank wurde im Herbst 2008 vom Bayerischen Rundfunk als Fernsehfilm produziert und am 26. September 2009 im Bayerischen Fernsehen erstmals ausgestrahlt. Ein großer Teil des Films wurde in Memmingen gedreht. So wurde ein altes Verwaltungsgebäude der Lechwerke am Schweizerberg als Polizeirevier genutzt. Mit den Schauspielern, die schon in Erntedank mitgespielt haben, wurde 2012 der Fernsehfilm Milchgeld gedreht, der mehrfach in der ARD und in den Regionalprogrammen gezeigt wurde. Als dritter Fernsehkrimi ist Seegrund in Arbeit.
Das Buch Rauhnacht war die Vorlage für ein Theaterstück des Landestheaters Schwaben in Memmingen. Ein weiteres Kluftinger-Theaterstück für das Landestheater, Wetterleuchten, hat keine Romanvorlage, sondern wurde von Kobr und Klüpfel eigens dafür verfasst.

## Hörbücher und Merchandising
Alle Kluftinger-Krimis sind in gekürzter Fassung, von Klüpfel und Kobr selbst gelesen, als Hörbuch erhältlich.
Insgesamt wurden von den Kluftinger-Krimis 4,5 Millionen Exemplare verkauft (Stand Februar 2013).
Inzwischen gibt es zwei Kluftinger-Brettspiele, Merchandising-Artikel wie Kleidung und Taschen sowie ein Kluftinger-Kochbuch. Außerdem verfassten die beiden Autoren ein Buch über ihre Lesereisen durch Deutschland, Österreich und die Schweiz.
Aus ihren Lesungen mit Show-Elementen entwickelten sie das Format der Litcomedy, mit dem sie 2013 auftreten.

## Auszeichnungen
- 2005 Bayerischer Kunstförderpreis Literatur für Erntedank
- 2008 MIMI (Krimi-Publikumspreis des Deutschen Buchhandels)
- 2008 Kulturpreis der Stadt Memmingen
- 2008 Corine (Weltbild Leserpreis) für Laienspiel
- 2008 Leser von Amazon.de wählen Kommissar Kluftinger zum beliebtesten Krimihelden
- 2009 MIMI (Krimi-Publikumspreis des Deutschen Buchhandels)
- 2011 Kulturpreis Bayern

## Werke

### Werke, gemeinsam mit Volker Klüpfel

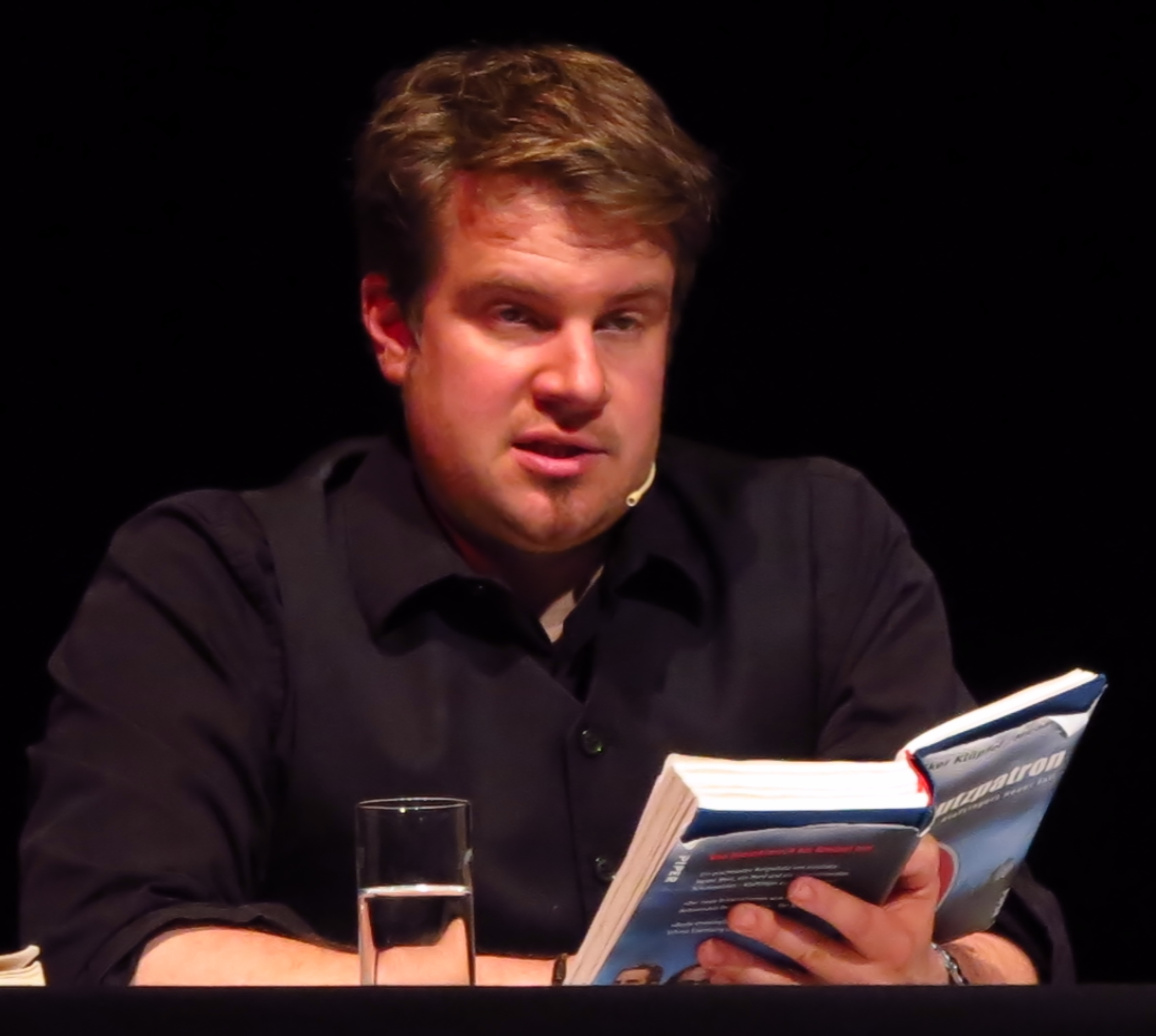
Michael Kobr bei der Lesung Schutzpatron in Fürstenfeldbruck, April 2012

- Milchgeld. Maximilian Dietrich Verlag, Memmingen 2003 (Neuauflage bei Piper im TB ISBN 978-3-492-26227-9), als Hörbuch bei Osterwold Audio, Hamburg 2013, ISBN 978-3-86952-194-7 (3 CDs, 228 min).
- Erntedank. Maximilian Dietrich Verlag, Memmingen 2004 (Neuauflage bei Piper im TB ISBN 978-3-492-24511-1), als Hörspiel erschienen bei Der Audio Verlag, Berlin 2009, ISBN 978-3-89813-850-5 (1 CD, 81 min), ab 2014 bei Hörbuch Hamburg ISBN 978-3-86952-226-5.
- Seegrund. Piper Verlag, München 2006 (TB ISBN 978-3-492-25094-8), als Hörbuch bei Osterwold Audio, Hamburg 2013, ISBN 978-3-86952-195-4 (3 CDs, 225 min).
- Laienspiel. Piper Verlag, München 2008, ISBN 978-3-492-05073-9, als Hörbuch bei Osterwold Audio, Hamburg 2014, ISBN 978-3-86952-227-2 (3 CDs, 236 min).
- Rauhnacht. Piper Verlag, München 2009, ISBN 978-3-492-05204-7, als Hörbuch erschienen bei Osterwold Audio, Hamburg 2013, ISBN 978-3-86952-169-5 (4 CDs, 277 min). (Buch: Platz 1 der Spiegel-Bestsellerliste vom 21. September bis zum 18. Oktober 2009)
- Mahlzeit!: Kluftingers Allgäu-Kochbuch, Piper Verlag, München 2010, ISBN 3-88472-890-3.
- Schutzpatron. Kluftingers neuer Fall. Piper Verlag, München 2011, ISBN 978-3-492-05205-4, als Hörbuch erschienen bei Osterwold Audio, Hamburg 2015, ISBN 978-3-86952-269-2 (6 CDs, 420 min). (Buch: Platz 1 der Spiegel-Bestsellerliste vom 13. Juni bis zum 3. Juli 2011)
- Zwei Einzelzimmer, bitte!: Mit Kluftinger durch Deutschland Piper Verlag, München 2011, ISBN 978-3-492-27220-9.
- Herzblut: Kluftingers neuer Fall. Droemer Verlag, München 2013, ISBN 978-3-426-19937-4, als Hörbuch erschienen bei Osterwold Audio, Hamburg 2013, ISBN 978-3-86952-151-0 (10 CDs, 696 min) (Buch: Platz 1 der Spiegel-Bestsellerliste vom 11. März bis zum 7. April 2013)
- Grimmbart: Kluftingers neuer Fall. Droemer Verlag, München 2014, ISBN 978-3-426-19938-1, als Hörbuch erschienen bei Osterwold Audio, Hamburg 2014, ISBN 978-3-86952-230-2 (12 CDs, 905 min). (Buch: Platz 1 der Spiegel-Bestsellerliste vom 6. bis zum 12. Oktober 2014)
- In der ersten Reihe sieht man Meer. Droemer Verlag, München 2016, ISBN 978-3-426-19940-4, als Hörbuch erschienen bei Osterwold Audio, Hamburg 2016, ISBN 978-3-86952-297-5 (7 CDs, 499 min).
- Himmelhorn: Kluftingers neuer Fall. Droemer Knaur, München 2016, ISBN 978-3-426-19939-8.
- Kluftinger: Kluftingers neuer Fall.  Ullstein, 2018, ISBN 978-3-550-08179-8 (Buch: Platz 1 der Spiegel-Bestsellerliste vom 12. bis zum 18. Mai 2018)
- Draussen. Ullstein, 2019, ISBN 978-3-550-08181-1.
- Funkenmord: Kluftingers elfter Fall. Ullstein, 2021, ISBN 978-3-548-06491-8.
- Affenhitze: Kluftingers neuer Fall. Ullstein, 2022, ISBN 978-3-550-20146-2.
- Die Unverbesserlichen – Der große Coup des Monsieur Lipaire. Ullstein, 2022, ISBN 978-3-550-20144-8.
- Die Unverbesserlichen – Die Revanche des Monsieur Lipaire. Ullstein, 2023, ISBN 978-3-550-20145-5.
- Lückenbüßer: Kluftinger ermittelt. (Band 13) Ullstein, 2024, ISBN 978-3-550-20147-9.

### Eigene Werke
- Sonne über Gudhjem. Ein Bornholm-Krimi. Goldmann, München 2023, ISBN 978-3-442-31689-2, als Hörbuch bei der Hörverlang München, ISBN 978-3-8445-4964-5, ungekürzt, 2 MP3-CDs, ca. 700 min
- Nebel über Rønne. Ein Bornholm-Krimi. Goldmann, München 2024, ISBN 978-3-442-31690-8, als Hörbuch bei der Hörverlag München, ISBN 978-3-8445-5108-2, ungekürzt, 2 MP3-CDs, ca. 11h 47min
- Schatten über Sømarken. Ein Bornholm-Krimi. Goldmann, München 2025, ISBN 978-3-442-31691-5